# Найобрара (Небраска)
Найобрара (англ. Niobrara) — селище (англ. village) в США, в окрузі Нокс штату Небраска. Населення — 370 осіб (2010).

## Географія
Найобрара розташована за координатами 42°45′0″ пн. ш. 98°1′53″ зх. д. / 42.75000° пн. ш. 98.03139° зх. д. (42.749950, -98.031506).  За даними Бюро перепису населення США в 2010 році селище мало площу 1,89 км², уся площа — суходіл.

### Клімат
| Клімат : Найобрара    | Клімат : Найобрара | Клімат : Найобрара | Клімат : Найобрара | Клімат : Найобрара | Клімат : Найобрара | Клімат : Найобрара | Клімат : Найобрара | Клімат : Найобрара | Клімат : Найобрара | Клімат : Найобрара | Клімат : Найобрара | Клімат : Найобрара | Клімат : Найобрара |
| Показник              | Січ.               | Лют.               | Бер.               | Квіт.              | Трав.              | Черв.              | Лип.               | Серп.              | Вер.               | Жовт.              | Лист.              | Груд.              | Рік                |
| Середній максимум, °C | 0,0                | 2,8                | 8,3                | 17,2               | 23,3               | 28,3               | 31,7               | 30,6               | 26,1               | 19,4               | 8,9                | 2,2                | 16,7               |
| Середній мінімум, °C  | −12,8              | −9,4               | −4,4               | 2,8                | 8,9                | 14,4               | 17,2               | 16,1               | 10,6               | 3,9                | −3,9               | −9,4               | 2,8                |
| Норма опадів, мм      | 13                 | 15                 | 36                 | 61                 | 86                 | 97                 | 74                 | 66                 | 58                 | 38                 | 23                 | 10                 | 577                |
| --------------------- | ------------------ | ------------------ | ------------------ | ------------------ | ------------------ | ------------------ | ------------------ | ------------------ | ------------------ | ------------------ | ------------------ | ------------------ | ------------------ |
| Джерело: Weatherbase  |                    |                    |                    |                    |                    |                    |                    |                    |                    |                    |                    |                    |                    |

## Демографія
Згідно з переписом 2010 року, у селищі мешкало 370 осіб у 193 домогосподарствах у складі 93 родин. Густота населення становила 196 осіб/км².  Було 251 помешкання (133/км²).
Расовий склад населення:
| - 84,3 % — білих - 11,6 % — корінних американців - 0,3 % — чорних або афроамериканців |

До двох чи більше рас належало 3,8 %. Частка іспаномовних становила 2,4 % від усіх жителів.
За віковим діапазоном населення розподілялося таким чином: 16,8 % — особи молодші 18 років, 54,0 % — особи у віці 18—64 років, 29,2 % — особи у віці 65 років та старші. Медіана віку мешканця становила 54,8 року. На 100 осіб жіночої статі у селищі припадало 105,6 чоловіків;  на 100 жінок у віці від 18 років та старших — 108,1 чоловіків також старших 18 років.
Середній дохід на одне домашнє господарство  становив 46 766 доларів США (медіана — 36 042), а середній дохід на одну сім'ю — 56 736 доларів (медіана — 52 500). За межею бідності перебувало 23,8 % осіб, у тому числі 66,7 % дітей у віці до 18 років та 9,3 % осіб у віці 65 років та старших.
Цивільне працевлаштоване населення становило 177 осіб. Основні галузі зайнятості: освіта, охорона здоров'я та соціальна допомога — 25,4 %, роздрібна торгівля — 20,3 %, мистецтво, розваги та відпочинок — 18,1 %.